# Snefru
Snefru fou el primer faraó de la dinastia IV de l'antic Egipte. El seu nom d'Horus fou Nebmaat o Nebmaatseneferu; el seu nom Nebti fou Snefru o Seneferu; el seu nom Nesut-biti fou també Snefre o Seneferu; el seu nom d'Horus d'or fou Biknebu. Manethó l'esmenta com a Soris. El seu nom està també transcrit com a Snofru, Senefer, Sephur, Sneferu, Sneferuw, Snefre i Snephur. Fou el primer faraó a tenir el seu nom en cartutx, i és principalment pel nom d'aquest cartutx perquè s'ha conegut des de llavors els faraons. El seu nom Snefru es podria traduir per 'Fer-ho bonic'. El papir de Torí li dona una duració de regnat de 24 anys i Manethó li n'assigna 29. En qualsevol cas, sembla que va tenir un regnat llarg, que podria ser vers el 2515 al 2490 aC.
Tradicionalment, se'l considera fill d'Huni, el darrer faraó de la dinastia III i de la reina Meresankh I. Si això és així, es va casar amb sa germanastra Hetepheres I, filla d'Huni. Si no era fill d'Huni, llavors era el seu gendre i d'aquí vindria el canvi de dinastia. El papir de Westcar (avui a Berlín) es refereix a aquest sobirà dient que no era de pura sang reial; això seria perquè la seva mare, Meresankh, no era la dona principal del faraó Huni, sinó una dona secundària. Seria per això que Meresankh va arreglar el casament de Snefru amb Hetepheres, filla de la dona principal d'Huni (de nom no conegut), i així va tenir un doble dret.
A part d'Hetepheres, Snofru va tenir almenys dues mullers més de les quals no se sap el nom i amb les quals va tenir diversos fills. Amb Hatopheres, va tenir Khufu (probablement, el segon fill en ordre de naixença). La primera de les dones secundàries li va donar 4 fills (Nefermaat, el fill gran, que fou visir, però va premorir segurament al pare; Rahotep; Ranofer; i un del qual no es coneix el nom); i la segona dona secundària, dos fills més: Kanefer, que fou visir potser successor de Nefermaat, i va seguir en el càrrec amb Kheops, i (amb dubtes) Ankhaf. La tomba de Nefermaat va ser trobada en una mastaba propera a la piràmide de Meidum, i també la de Rahotep. Això vol dir que encara s'enterraven en aquell lloc i que la piràmide de Dashur no s'havia iniciat o acabat i, per tant, que ambdós van morir relativament joves. Però, si es creu que Snefru va arribar jove al poder (vers els 18 o 20 anys), el seu fill més gran, Nefermaat, no va poder arribar a visir abans d'entre 15 i 20 anys després, i en aquest període la piràmide ja havia d'estar força avançada, i això planteja una altra possible causa de l'arranjament de la piràmide de Medium.
Altres fills de Snefre, se suposa que foren: Hetepheres (II), Idjnefer, Meritates I, Nefertkau, Nefernesu i Netjaraperef.
La pedra de Palerm esmenta una expedició a Núbia en què va fer 7.000 presoners (probablement, en serien set-cents) i es va emportar 200.000 mil caps de bestiar. Una campanya contra els libis va tenir un resultat similar, amb 11.000 presoners i 13.100 caps de bestiar. També va explotar les mines del Sinaí i el seu nom figura en una inscripció a Maghara. L'any 10 del seu regnat, el Nil va fer una pujada de 5 colzes, una de les més grans del Regne antic; en aquest mateix any, van arribar a Egipte 40 vaixells carregats amb fusta de cedre, procedents sens dubte del Líban (el nom del país d'origen no s'esmenta a la pedra).
També s'esmenta que va fer el sisè i el vuitè cens de ramats, però llavors no es feia cada dos anys exactes i, per tant, no se sap exactament quins anys el va fer i quins li corresponien dins el regnat.
En l'administració interior, va donar poder als seus fills (dos d'ells foren visirs, per exemple) i altres membres de la família, i va mantenir un poder central fort, però per això va haver de reorganitzar la possessió de les terres entre els nobles fidels, potser per evitar que adquirissin massa poder, i això va estimular més tard la formació de petites senyories.
La piràmide de Meidum que en principi se li atribuïa, seria obra d'Huni, segons l'egiptòleg Nabib Swelim. Sembla que Snefru la va voler convertir d'esglaonada a piràmide i la va enllestir (és del tot estrany que un faraó acabi un monument funerari del predecessor en lloc de dedicar-se al seu propi, i potser només va voler donar-li l'aspecte de piràmide que a ell li agradava), però la construcció no va resistir i es va ensorrar. Potser per això la seva piràmide funerària es va fer una mica diferent a Dashur, a 45 km al nord, on va construir la piràmide romboïdal o piràmide encorbada (la primera piràmide planejada així des de bon començament i la quarta més gran d'Egipte) i després la piràmide roja (la primera piràmide reeixida i la tercera més gran d'Egipte). Les petites piràmides esglaonades que també se li atribueixen deurien ser obra d'Huni i la seva funció no és coneguda. Fos com fos, Snefru fou el més gran constructor perquè les seves obres juntes van utilitzar més material que la gran piràmide. No se sap en quin d'aquestos llocs fou enterrat, encara que es donen més possibilitats a la piràmide roja de Dashur, on els anys 50 es va trobar una mòmia d'un home d'una mica més de mitjana edat, cosa que suggeriria (si fos del faraó) que va iniciar el seu regnat sent bastant jove.
Fou divinitzat durant l'Imperi mitjà (vers 2100 aC), període en què el seu temple funerari de Dashur fou restaurat. El culte fou especialment fort entre els miners del Sinaí.